# Miconia cubensis
Miconia cubensis är en tvåhjärtbladig växtart som först beskrevs av Charles Wright och August Heinrich Rudolf Grisebach, och fick sitt nu gällande namn av Charles Wright. Miconia cubensis ingår i släktet Miconia och familjen Melastomataceae. Inga underarter finns listade i Catalogue of Life.